# Lei do boi
A Lei do Boi (Lei Federal nº 5.465, de 3 de julho de 1968) foi uma lei federal brasileira vigente entre 1964 e 1985 que dispunha sobre reserva de vagas para agricultores e filhos de agricultores no ensino público federal. 
A lei foi proposta pelo deputado Ultimo de Carvalho (PSD/ARENA-MG) durante o governo de Costa e Silva. O governo militar estava investindo na modernização de diversas áreas e o aumento da produtividade agrícola foi fortemente debatido, encabeçada pela classe dominante agrária. As discussões sobre uma possível reforma agrária preocupavam principalmente os grandes proprietários de terra, que eram criticados pela concentração fundiária e improdutividade de grandes regiões agrárias. Contrários à desapropriação de terras e redistribuição de terras, precisaram, pensar em uma solução para a baixa produtividade. Assim, a proposta de reforma agrária passou a ser dominada por uma visão mais técnica, que colocava a culpa da baixa produtividade não na concentração fundiária, mas sim na falta de terras produtivas, que seriam causadas por uma falta de conhecimento das técnicas agrícolas e pela defasagem que a migração havia causado no campo, uma vez que boa parte da força de trabalho havia se mudado para áreas urbanas buscando melhores condições de vida. Como o discurso de modernizar as técnicas agrícolas em aplicação, criou-se a Lei do Boi. 
A Lei foi proposta em janeiro de 1968 e rapidamente foi aprovada e promulgada, entrando em vigor em julho do mesmo ano, e foi regulamentada por decreto meses depois, em dezembro.

## A Lei do Boi
A lei do boi tratava do preenchimento de vagas nas escolas agrícolas do país e propunha incentivar o homem do campo a se formar nos cursos de agronomia, medicina veterinária e técnico agrícola, com o objetivo de resolver o problema da baixa produção. Segundo o autor da lei, essa reserva de vagas serviria para os indivíduos da zona rural que, em disputa com indivíduos da zona urbana, acabavam não conseguindo nota suficiente para serem aprovados nas escolas. Além disso, a lei incluía os filhos dos proprietários de terra – usando a justificativa de que nas escolas militares os filhos de oficiais tinham vagas reservadas, e a mesma lógica deveria ser aplicada para as escolas agrárias. Ainda segundo Ultimo de Carvalho, os estudantes que cursavam e se formavam nesses cursos geralmente não trabalhavam no campo após formados, portanto não utilizavam as técnicas aprendidas, e só faziam os cursos para conseguirem um diploma. Assim ficou justificado na redação da lei:
"Art. 1º. Os estabelecimentos de ensino médio agrícola e as escolas superiores de Agricultura e Medicina Veterinária, mantidos pela União, reservarão, anualmente, de preferência, 50% (cinqüenta por cento) de suas vagas a candidatos agricultores ou filhos destes, proprietários ou não de terras, que residam com suas famílias na zona rural, e 30% (trinta por cento) a agricultores ou filhos destes, proprietários ou não de terras, que residam em cidades ou vilas que não possuam estabelecimentos de ensino médio."
O projeto foi aprovado no dia 3 de julho de 1968 e demonstrou os reais interesses da classe dominante agrária e do governo militar: impedir que uma reforma agrária que de fato redistribuísse terras e desapropriasse os grandes proprietários acontecesse e, ao mesmo tempo, acalmar uma grande parte da população que pedia uma solução para a questão da terra. 
A Lei foi regulamentada pelo Decreto nº 63.788, de 12 de Dezembro de 1968. Segundo o decreto, as universidades deveriam reservar 50% das vagas, enquanto que as escolas de nível médio deveriam reservar 30% das vagas, contrariando a possível interpretação de que deveria haver uma reserva de 80% das vagas.

## Desapropriação de terras x Propriedade privada
Ultimo de Carvalho, propositor da lei e proprietário de terras, foi um dos principais agentes na luta contra a desapropriação de terras, defendendo a propriedade privada e usando todos os argumentos possíveis para manter sua posição. Segundo Ultimo de Carvalho, desapropriar terras por razão social seria ir contra os direitos individuais e contra a democracia e, por isso, a redistribuição de terras não seria a melhor saída. Como solução, o parlamentar propunha a manutenção da estrutura fundiária, a capacitação dos trabalhadores do campo e o incentivo fiscal. Foi nesse contexto que a lei do boi foi criada, como tentativa de barrar as manobras a favor de uma reforma agrária que de fato redistribuísse terras e como forma de incentivar o aumento da produtividade a partir do conhecimento técnico, afirmando que a reforma agrária seria feita por homens e não pela terra, sem pensar nos outros problemas além da produtividade. Assim ficou clara a intenção de Ultimo de Carvalho sobre a reforma agrária e como ele se distanciava das propostas que passavam pela questão da concentração fundiária:
"Não coloquemos o problema da reforma agrária em base de dar terra a quem não a tem. Absolutamente, porque no Brasil, dois milhões de homens possuem menos de 100 hectares e morrem de fome em cima da terra. Então, não é possuir a terra que resolve o problema. Absolutamente. É o financiamento, é a exploração, é tornar a terra produtiva [...] vamos estruturar nossa agricultura em moldes modernos e, depois se a prática demonstrar que é indispensável que um proprietário rural perca o direito a sua propriedade – porque o bem-estar social está acima do bem-estar individual – então, sim, façamos essa reforma [...] o problema reside no homem. Por quê? Porque o instrumento para a reforma agrária é o homem. Quem vai plantar, quem vai cultivar, quem vai criar, quem vai despertar a produtividade da terra? É o homem."

## Os beneficiados pela Lei do Boi
O primeiro problema da lei do boi foi em relação a comprovação do benefício, pois a lei não deixou claro como seria feita. Posterior a promulgação da lei, ficou decidido que alguns órgãos específicos ficariam responsáveis por conferir e decidir os indivíduos que seriam beneficiados. Porém, após análise detalhada dos beneficiados, ficou comprovado que os filhos de grandes fazendeiros – que teriam condições de entrar em escolas agrícolas sem ajuda da lei –, foram os que mais ingressaram em escolas agrícolas com o auxílio da lei do boi. Além disso, grande parte dos órgãos responsáveis pela conferência de dados para a aprovação do benefício estavam ligados a grandes proprietários de terras, que poderiam utilizar a lei em benefício próprio. Nesse sentido, é possível observar como os propositores da lei – os grandes proprietários de terra – foram os que de fato se favoreceram dela. 

## Críticas e revogação da lei
Na década de 1980, foram feitas críticas a lei. Ela foi chamada de "lei discriminatória" e foi motivo de reclamação por parte da Federação das Associações de Engenheiros Agrônomos do Brasil, que pedia ao MEC por sua extinção. Os críticos eram contra a aprovação de estudantes com notas inferiores em detrimento de estudantes que haviam tirado notas melhores nos exames vestibulares. Houve inclusive casos em os estudantes que não foram convocados entraram na justiça para conseguir o direito à matrícula na UFRGS. Segundo uma advogada, foram ao menos 250 alunos matriculados nesta universidade por meio de liminares contra a Lei do Boi.
Após intensos movimentos contrários, principalmente no sul do Brasil, a primeira lei de cotas do Brasil foi revogada. A lei do boi foi revogada em 1985 pela Lei nº 7.423, baseada em projeto de lei de Cristina Tavares, 17 anos após a sua promulgação. Segundo matéria do Estado de São Paulo, o pedido da revogação partiu do então Ministro da Educação, Marco Maciel. Entre os motivos para a revogação estiveram a falta de igualdade promovida pela lei, o privilégio aos já privilegiados, e a quantidade de fraudes que a lei permitia.

## Primeira lei de cotas do Brasil
Devido ao sistema de reserva de vagas, alguns autores consideram que a Lei do Boi seria a primeira iniciativa de cotas em universidades públicas no Brasil. No entanto, já existiram outras leis que davam privilégios a alguns grupos, como a militares, jornalistas, filhos de diplomatas e sacerdotes.
Além disso,a pretensão das políticas afirmativas recentes é de beneficiar grupos desprivilegiados, enquanto que a Lei do Boi, na prática, beneficiou indivíduos que não precisariam dela, como grandes latifundiários.